# アリル歪み

オレフィンの1,3-アリル歪み

アリル歪み (アリルひずみ、英: allylic strain) は、二重結合の存在する分子において、二重結合上の原子にある置換基とアリル位原子 (原子1とする) 上にある置換基の間に生じる反発相互作用（立体障害）のことである。英語のStrainをそのまま音訳してアリルストレイン、アリリックストレイン、あるいは略して A strain とも呼ばれる。アリル位に近い方の原子 (原子 2 とする) 上の置換基との相互作用が 1,2-アリル歪み (A(1,2)-strain)、アリル位から遠い方の原子(原子3とする)上の置換基との相互作用が 1,3-アリル歪み (A(1,3)-strain) と呼ばれるが、1,2-アリル歪みは本質的に単結合の重なり歪みと変わらないため、アリル歪みといった場合、通常は 1,3-アリル歪みのことを指す。

## 概念
原子1上に置換基が存在する場合、原子2上の置換基との間に重なり歪みが生じるため、原子1上の置換基は原子2上の置換基とは二面角が180度となる立体配座（アンチペリプラナー配座）をとろうとする傾向がある。一方、二重結合の存在によって原子3上の置換基の位置は原子2上の置換基に対して固定されている。そのため、このアンチペリプラナー配座をとろうとした場合、原子2上の置換基に対してトランスの位置にある原子3上の置換基が原子1上の置換基と接近してしまう。この結果生じるのが1,3-アリル歪みである。
アリル歪みは二重結合の存在する分子に特有の立体反発である。原子2-原子3間が単結合の場合には、原子3上の置換基の位置は固定されていないので原子1上の置換基から自由に離れることができる。そのためアリル歪みに相当するような1,3-歪みは安定な配座を決定する重要な要因にはならない。ただし、環式化合物においては置換基の位置が固定されるため、同じような1,3-位間の置換基の立体反発が安定な配座の決定に重要な要因となる。こちらについては1,3-ジアキシアル相互作用を参照のこと。

## ハウク (Houk) の立体配座モデル
1,3-アリル歪みの存在のため、アリル位に置換基を有するアルケンの二重結合周辺の立体配座はある程度固定されている。アリル位に置換基がある場合、重なり歪みと1,3-アリル歪みの両方をなるべく小さくするために、もっとも立体的に小さな置換基が原子2上の置換基とアンチペリプラナーの位置を占めようとする。残りの2つの置換基は原子2上の置換基とそれぞれゴーシュの位置関係を占めることになる。
ゴーシュの位置の置換基は二重結合への求電子試薬の接近の妨害や補助となりうるので、アリル位上の3つの置換基が異なる場合 (通常このときアリル位は不斉中心になる)、二重結合のそれぞれの面への反応性が異なりジアステレオ選択的な化学反応が起こる場合がある。
例えばtert-ブチルジメチルシロキシ基 (-OTBDMS) のような立体的に大きな置換基がある場合、それが配向した面からの反応は妨害され、反対側の面での反応が進行しやすくなる。また、水素結合や配位結合してから反応するような反応剤では、それらが可能なヒドロキシ基 (-OH) などの置換基が配向した面からの反応が促進される。
このような立体配座を遷移状態として求電子試薬の化学反応のジアステレオ選択性を説明するモデルはケンドール・ハウクによって提出されたため、ハウクモデルと呼ばれる。